# Бригідки

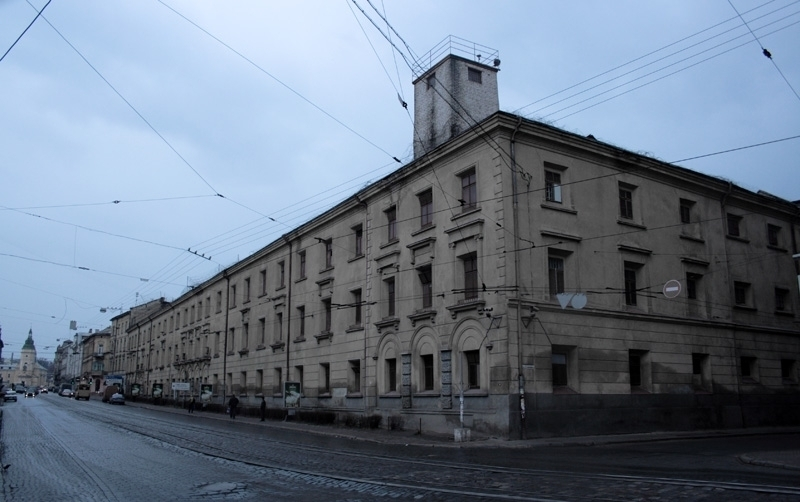
Екстер'єр

Дошка Біласу і Данилишину

Бригідки (пол. Brygidki) — найстаріша чинна в'язниця у Львові й на території сучасної України, розташована на вулиці Городоцькій 20 , у будівлі, переобладнаній наприкінці XVIII століття зі старовинного римо-католицького монастиря жіночого ордена Святої Бригіди.

## Історія

### Монастир
Дерев'яний монастир був споруджений у 1614 році з дозволу Львівського архієпископа і на кошти благодійниць Анни Фастковської[джерело?] (Агнешки Ястковської) та Ганни Порадовської для дівчат зі шляхетних родин. У дворі був збудований костел-каплиця Святого Апостола Петра (повна назва костел Святого Петра в Кайданах) з вівтарем у стилі бароко. У трохи зміненому вигляді будівля костелу існує донині.

### Австрійська в'язниця
У 1782 році за ініціативою австрійської влади, яка змінила в Галичині польську адміністрацію та проводили політику секуляризації, монастир, де на той час перебувало 30 черниць, ліквідували, а його будівлю у 1785 році перетворено на чоловічу в'язницю, яку назвали «Бригідки».
Наприкінці XVIII століття навколо костелу, який залишався діючим (надалі його обслуговували ченці-місіонери), виникла прямокутна забудова — добудували крило від вул. Городоцької та замкнули його зі сходу. Камери для в'язнів розташували в келіях, а сам заклад навіть не огородили парканом. У 1840 році «Бригідки» розбудували, після чого у ній могло одночасно перебувати 1080 в'язнів, у надзвичайних випадках — 1290. Більшість в'язнів сиділо в багатомісних камерах. У в'язниці було 8 одномісних камер — 4 «світлі» (з вікнами) та 4 «темні». В одномісних камерах відбували покарання за порушення внутрішнього тюремного розпорядку.
Наприкінці ХІХ століття у в'язниці перебувало в середньому 1500 ув'язнених, тобто всі камери були переповнені. За внутрішнє порушення для відбування покарання в одномісній камері потрібно було чекати на свою чергу. Через постійне перевантаження та неможливість територіально розширити тюрму, через те, що із західного та північного боків її обмежувала житлова забудова, а з південного та східного — вул. Городоцька та вул. Карна (нинішня вулиця Данилишина) в'язницю вирішили перенести на Цитадель. У колишньому монастирі мали облаштувати військові казарми.
У 1875 році тут перебувало 1468 в'язнів. Серед них майже 200 відбували покарання за вбивство. У 1902 році у в'язниці відбувся бунт в'язнів, які вимагали пом'якшення режиму утримання. Адміністрація пішла на поступки і дещо лібералізувала тюремний режим, тому в кримінальному світі в'язниця отримала іронічну назву «Америка».

### Польська в'язниця
Під час перебування західноукраїнських земель під окупацією Польщі «Бригідки» була однією з найбільших в'язниць Галичини. У її внутрішньому подвір'ї виконувались смертні вироки, а на території в'язниці функціонували каплиця, шпиталь та школа.

### Радянська тюрма
У вересні 1939 році Львів окупували радянські війська і радянська влада далі використовувала «Бригідки» під тюремне приміщення. Офіційно в'язниця отримала назву «Тюрма № 4». До цієї тюрми більшовики відносили також і в'язницю на вул. Яховича (нинішня вулиця Академіка Кучера), де за часів Польщі знаходився Комісаріат державної поліції міста Львова. У червні-липні 1941 року, на часі відступу Червоної Армії на початку війни з Німеччиною, у Бригідках, як і в інших в'язницях Львова відбувалися масові розстріли органами НКВС політичних в'язнів. На Янівському цвинтарі біля поля № 55 є братська могила «Три хрести» — невідомих жертв тюрми «Бригідки». Поруч у 1990 року встановлено стилізований під березу пам'ятний хрест жертвам терору НКВС, які загинули у червні 1941 року.

#### Винищення в'язнів НКВС
Під час німецької окупації, у 1941–1944 роках, будівля стояла пусткою. Її відремонтували з приходом «других совітів». У повоєнний час у «Бригідках» виконували смертні вироки. Для цього було пристосовано приміщення «посту № 1» (у частині приміщень від вул. Городоцької. Засуджених розстрілювали у підвалі пострілом у потилицю з малокаліберної гвинтівки. Розстріляних таємно ховали за містом. Наприкінці 1980-х років розстріли припинили, а вхід до «розстрільного підвалу» замурували.

### Львівський СІЗО
Нині в будівлі розташовано львівський слідчий ізолятор № 19 (повна назва — Державна установа «Львівська установа виконання покарань № 19»). У різні роки установу очолювали: С. І. Гольцев, М. М. Мандириковський, А. П. Заяць, М. О. Тимощук, В. С. Романишин, В. П. Підвірний, Б. С. Гальчишак. На даний час її очолює В. А. Кутовой.
У 2008 році розглядалося питання про перенесення львівського СІЗО за межі міста в зв'язку з підготовкою з чемпіонату Європи з футболу 2012 року.
У 2009 році за жорстоке поводження з ув'язненими до 3,5 років позбавлення волі умовно був засуджений колишній начальник львівського СІЗО № 19.
23 грудня 2017 року на фасаді було встановлено меморіальну дошку оунівцям Василю Біласу та Дмитру Данилишину.
У 2018—2020 роках планувалося перенесення слідчого ізолятора за межі історичного центру міста, спочатку у промзону «Сигнівка» на вул. Збиральну, а наприкінці липня 2018 року винесено остаточне рішення, а саме, будівля нового ізолятора буде споруджена на території Личаківської виправної колонії № 30, що на вул. Шевченка, 156. Новий ізолятор зможе вмістити 850 осіб.